# خوان دي أيالا
خوان دي أيالا (بالإسبانية: Juan de Ayala) هو مستكشف وعسكري إسباني، ولد في 28 ديسمبر 1745 في أشونة في إسبانيا، وتوفي في 30 ديسمبر 1797.